# Гудівщина (Молодечненський район)
Гудівщина (біл. вёска Гудоўшчына) — село в складі Молодечненського району Мінської області, Білорусь. Село підпорядковане Городоцькій сільській раді, розташоване в західній частині області.

## Iсторія
У 1921–1945 роках село знаходилось у Польщі, у Вільнюській воєводствi, Вілейського повіту, c 1927 Молодечненського повіту гміні Гарадок.

## Населення
- 1866 рік - 35 люди, 5 будинки[1]
- 1921 рік - 90 люди, 19 будинки[2].
- 1931 рік - 85 люди, 19 будинки[3].